# بلانيت لوكداون (فلم)
بلانيت لوكداون (الإغلاق الشامل للكوكب) هو فيلم يحتوي على معلومات مضللة حول مرض فيروس كورونا (كوفيد-19)، حُظر على يوتيوب وفيسبوك.
يصفه منتجوه بأنه فيلم وثائقي.

## إنتاج
نُشر الفيلم، ومدته 90 دقيقة، على الإنترنت في ديسمبر عام 2020. بالإضافة إلى مشاركته على وسائل التواصل الاجتماعي، نُشر على موقع بلانيت لوكداون الإلكتروني. يصفه منتجوه بأنه فيلم وثائقي.

## ملخص
يقدم بلانيت لوكداون مجموعة هائلة من الأكاذيب حول مرض فيروس كورونا، بما في ذلك البيانات الخاطئة التي تربط بين هذا المرض والعقم البشري، والمعلومات المضللة التي تزعم أن اللقاحات تحتوي على شرائح دقيقة. يدعم الفيلم أيضًا الأساطير حول التزوير الانتخابي خلال الانتخابات الرئاسية الأمريكية لعام 2020.
يتضمن الفيلم مقابلة مع كاثرين أوستن فيتس تشارك فيها وجهة نظرها بوجود لجنة عالمية منخرطة في جهود السيطرة على العقول، بقيادة شخصية تعرفها باسم السيد غلوبال. تدافع فيتس أيضًا عن الأكاذيب القائلة بأن لقاحات فيروس كورونا تحتوي على مكونات غير معروفة. بالإضافة إلى الإشارة بشكل خاطئ إلى أن فيروس كورونا ليس حقيقيًا، تدعم فيتس نظريات المؤامرة السياسية حول تزوير الانتخابات خلال الانتخابات الرئاسية الأمريكية لعام 2020. كان من بين الأشخاص الآخرين الذين تمت مقابلتهم الطبيبة كاري ماديج والمحامي ماركوس هاينتز، المؤيدان لنظرية كيو أنون، وعالم الأوبئة، نوت ويتكوفسكي، المؤيد لمفهوم المناعة الجماعية لمرض فيروس كورونا.

## الاستقبال النقدي
في أواخر عام 2020 وأوائل عام 2021، تمت مشاركة الفيديو أكثر من 20 مليون مرة على فيسبوك ويوتيوب. من بين المروجين البارزين للفيديو روبرت كينيدي جونيور.
بعد تحليل الفيديو في فبراير بواسطة منظمة ميديا ماترز فور أميريكا، بدأت مواقع تيك توك وفيسبوك ويوتيوب إزالة الفيديو من منصاتها وأزال موقع غو فاند مي صفحة لجمع التبرعات لتغطية تكاليف الإنتاج.
وصفت قناة فايس نيوز الفيديو بأنه «أشبه بنسخة كربونية» عن فيديو نظرية المؤامرة لعام 2020 بعنوان الوباء.